# Iwar Wiklander

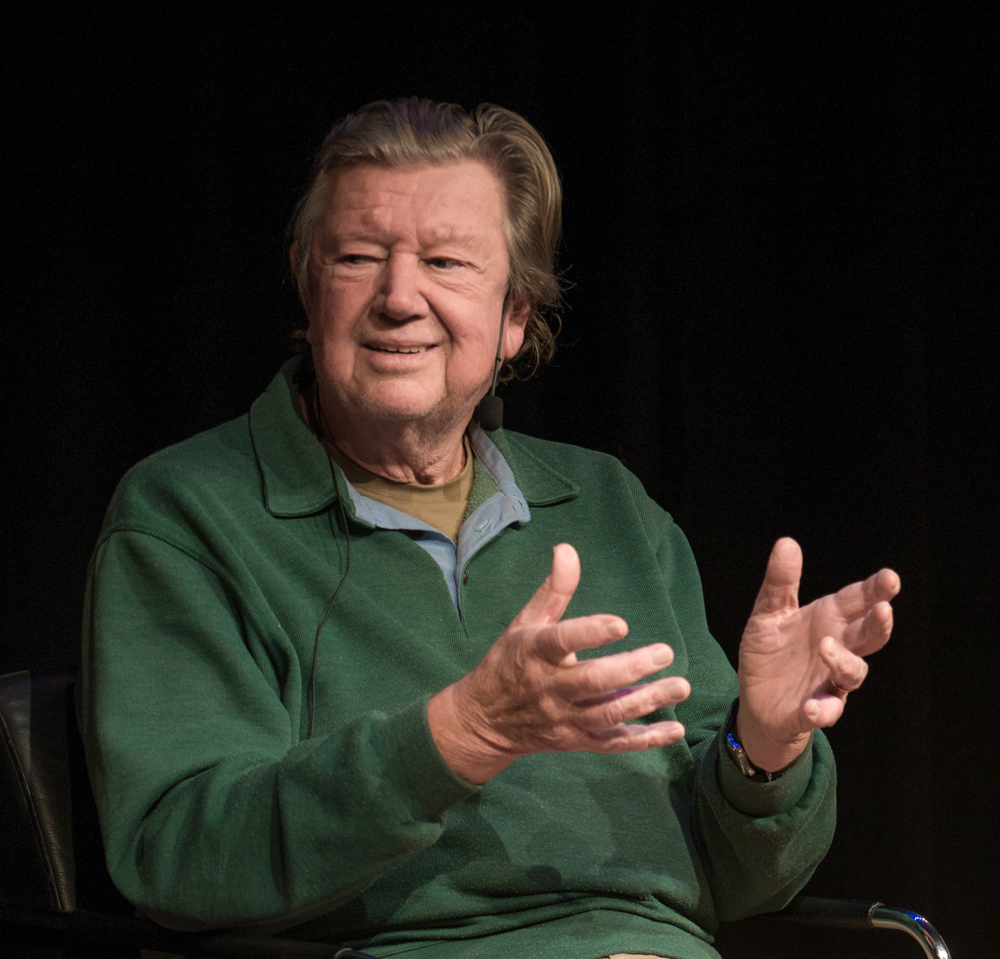
Iwar Wiklander, 2016

Iwar Wiklander (* 30. Mai 1939 in Göteborg) ist ein schwedischer Theater- und Filmschauspieler.

## Leben
Iwar Wiklander studierte von 1957 bis 1960 an der Theaterschule von Calle Flygare in Stockholm. Danach wurde er als Theaterdarsteller tätig, spielte am Stockholmer Stadttheater und am Folkteatern Göteborg. Gleichzeitig spielte er in schwedischen Filmen und TV-Serien. 2017 wurde er für seine Nebenrolle Julius in Der Hunderteinjährige, der die Rechnung nicht bezahlte und verschwand für einen Guldbagge nominiert. Insgesamt wirkte er an über 50 Film- und Fernsehproduktionen mit.

## Filmografie (Auswahl)
- 1963: Åsa-Nisse och tjocka släkten
- 1978: Lyftet
- 1982: Dom unga örnarna
- 1983: Ein Berg auf der Rückseite des Mondes (Berget på månens baksida)
- 1986: Gösta Berlings saga (Miniserie)
- 1990: Bulan
- 1995: Alfred
- 2001–2004: Kommissarie Winter (Fernsehserie, 10 Folgen)
- 2002: Suxxess
- 2004: Fyra nyanser av brunt
- 2005: En decemberdröm (Fernsehserie, 7 Folgen)
- 2005: Harrys döttrar
- 2007: Höök (Fernsehserie, 3 Folgen)
- 2010: Sound of Noise
- 2011: En enkel till Antibes
- 2011: Simon (Simon och ekarna)
- 2013: Der Hundertjährige, der aus dem Fenster stieg und verschwand (Hundraåringen som klev ut genom fönstret och försvann)
- 2016: Der Hunderteinjährige, der die Rechnung nicht bezahlte und verschwand (Hundraettåringen som smet från notan och försvann)